# Gare de Saint-Leu
Ne doit pas être confondu avec Gare de Saint-Leu-la-Forêt ou Gare de Saint-Leu-d'Esserent.
La gare de Saint-Leu est une ancienne gare ferroviaire de l'île de La Réunion, département et région d'outre-mer français dans le sud-ouest de l'océan Indien. Située rue de la Compagnie des Indes, sur le front de mer de Saint-Leu, elle était autrefois desservie par l'unique ligne du chemin de fer de La Réunion. Le bâtiment accueille La Poste depuis 1986.